# 愛滋病追蟲者
愛滋病追蟲者（英語：Bugchasing），或愛滋病充電者（英語：Charger），又稱死亡性交（英語：Fuck of Death），是指社會上，有些同性戀者，刻意向一個感染了愛滋病的同性戀者，進行非安全的性行為，旨在感染愛滋病毒。
追虫行为属于相对边缘性的行为，有着潜在的重大公共健康影响。在艾滋病阳性、并在线上专门寻觅无保护性行为的男性中，有意协助他人感染艾滋病的人(被称作“赠礼者”)占4.6%
进行追虫行为的理由有很多。有一些追虫者参与其中，是为了享受这种危险行为所固有的刺激和亲密感，但是未必是希望感染上艾滋病毒。有些研究者认为，这一行为可能源自“对主导的异性恋常规和其他规则的反抗”，是同性恋男性对于社会污名化和拒绝的一种防卫性反应。一些人可能认为追虫行为“极度色情”，视通过“死亡性交”感染上病毒为“终极禁忌、最极限的性行为”。其他人则指出，有些人可能感到孤独，希望获得艾滋病人所得到的社群关照和社会服务。这也曾被当作自杀行为。

## 特点
尽管追虫行为需要进行无保护性行为，但是无套性交亚文化的成员并不一定就是追虫者。区别在于意图。
简单而言，追虫者进行无保护性行为，寻觅艾滋病患者，是因为他们希望被感染。无套性交者进行无保护性行为是因为他们更喜欢这样的感觉，但是他们大多希望避免感染性病。尽管两种人群的实际行为是一致的，但心理并不相同。无套性交者更像是使用非屏障法进行生育控制的异性恋伴侣，和追虫者不同，他们并没有特意去寻找感染了艾滋病病毒的性伴侣。
由于不少追虫者似乎希望通过感染艾滋病毒来获得社群和关怀，这一行为常被用来同孟乔森综合征作比较。

## 研究
在过去的十年中，研究者开始记录、解释追虫问题，并希望寻找到解决方案。迪安·高蒂耶和克雷格·福赛斯在1999年首次就这一问题发表学术文章。他们研究了同性恋男性中不使用安全套的上升趋势，以及无套性交亚文化的发展。他们还注意到有些无套性交者希望感染艾滋病病毒。
理查德·图克斯伯里是首位确认网上追虫行为的研究者。
克里斯汀·格劳夫和杰弗里·T·帕森斯在他们2006年的研究中，对于线上1228名追虫者和赠礼者进行分析，并将他们分为了六个类别：
1. 坚定追虫者（The Committed Bug Chaser），是指那些艾滋病毒检测为阴性，并希望寻找阳性伴侣的人。这些坚定追虫者里有指明自己性行为偏好的人中，绝大部分为受/0号（62.2%，肛交被插入方）。在所有样本中，只有7.5%为坚定追虫者。
2. 机会主义追虫者（The Opportunistic Bug Chaser），是指那些艾滋病毒检测为阴性，并表示对自己伴侣的艾滋病毒检验状况不在意的人。这些人大多不分攻守/0.5（43.6%，肛交插入和被插入均可）或者是受/0号（46.3%）。在所有样本中，该类别占据12.1%。
3. 坚定赠礼者（The Committed Gift Giver），是指那些艾滋病毒检测为阳性，并希望寻找阴性伴侣的人。在1228名样本中，仅有5人属于这个类别。
4. 机会主义赠礼者（The Opportunistic Gift Giver），是指那些艾滋病毒检测为阳性，并表示对自己伴侣的艾滋病毒检验状况不在意的人。这个类别中的大部分是不分攻守/0.5（61.8%）。在总样本中，这一人群占到26%。
5. 血清分类者（The Serosorter）。尽管所有样本都在自己的用户信息中表示自己是追虫者或者赠礼者，但是这些人的行为和他们的自我身份认同并不一致。在样本中有8.5%的艾滋病毒检测阳性者表示自己偏好其他阳性者。同时12.5%的检测阴性者表示自己偏好其他阴性者。尽管他们表示自己是追虫者或者赠礼者，但是他们却在寻找和自己艾滋病毒检测结果相同的伴侣。
6. 不明确的追虫者或赠礼者（The Ambiguous Bug Chaser or Gift Giver），是指那些不知道自己是否感染艾滋病毒，因此无法判断他们是否是追虫者或者赠礼者的人。这一类占总数的16.3%。